# Gordonsetr
Gordonsetr neboli skotský setr (anglicky: gordon setter) je plemeno psa, pocházející ze Skotska, kde byl vyšlechtěn počátkem 18. století. Své jméno získal po čtvrtém vévodovi z Gordonu, siru Alexandrovi, který položil základy jeho chovu.

## Historie
Původ plemene není úplně známý, ale je známo, že bylo vyšlechtěno v sídle vévodů Gordonů zkřížením anglického setra a černě pálené kolie v 18. století. Křížení nejspíše bylo úmyslné. Štěňata se šlechtě velmi zalíbila a proto se v křížení pokračovalo dále . V porovnání s ostatními setry není toto plemeno natolik známé. Je největší ze všech setrů, ale zároveň i nejpomalejší. 
V této době ale ještě nedostál do takové podoby, v jaké jej známe dnes. Později, na konci 70. let byl gordonsetr ve Velké Británii zdokonalen, a to křížením dlouhosrsté kolie a bloodhounda.
Dnes jsou gordonsetři v cizině i u v Čechách používáni i jako policejní psi. Díky jejich citlivému nosu se využívají k vyhledávání drog. Dobře využitelní jsou i jako psi záchranářští.

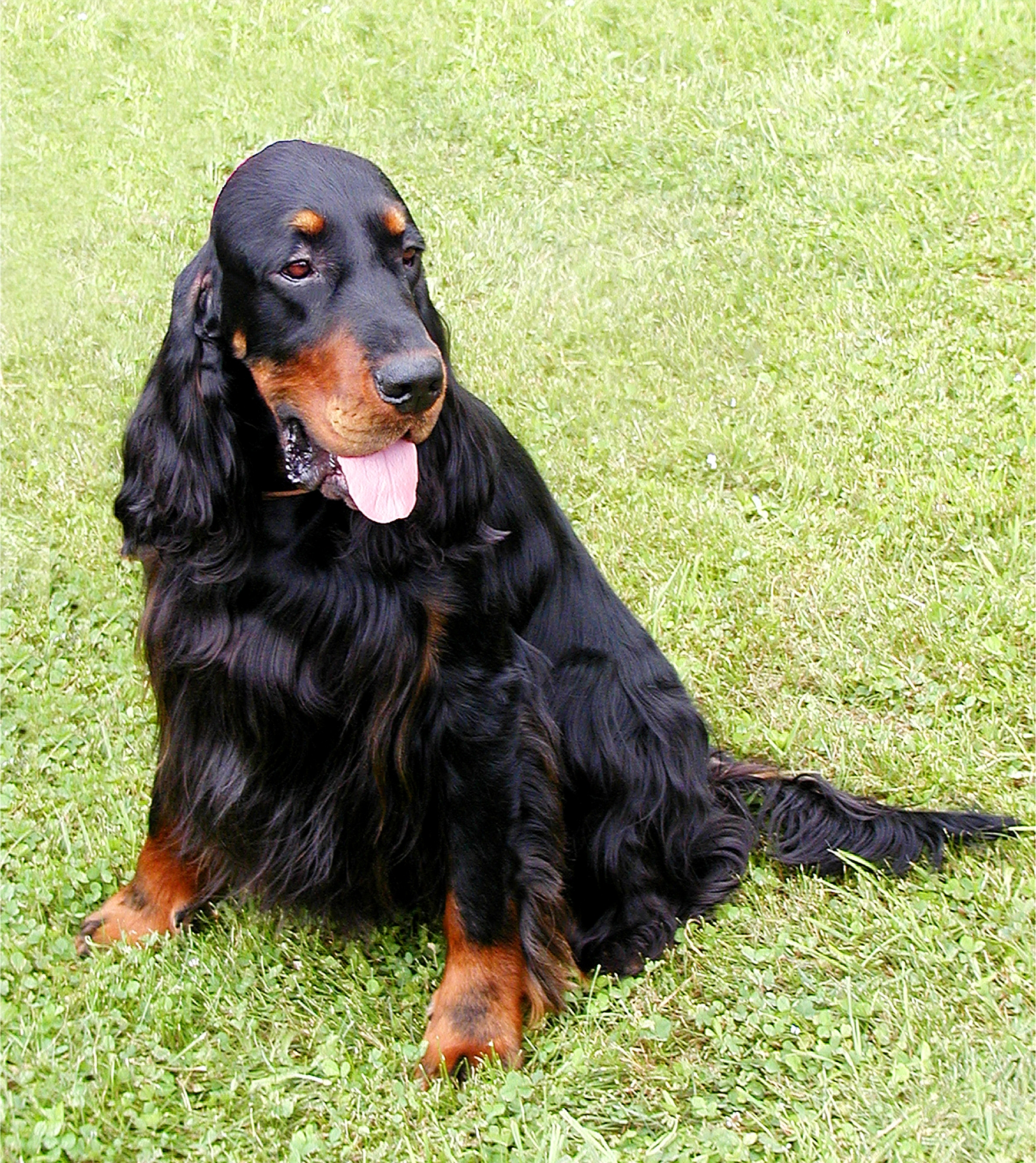

Oficiální používaná zkratka je GS.

## Povaha
Gordonsetr je laskavý, přátelský, s vyváženým charakterem. Je hrdý, společenský, od přirozenosti ušlechtilý a klidný. Vyžaduje však důslednou výchovu a dostatek pohybu. Je velmi náruživý při práci ve vodě, rovněž výborný aportér. Je inteligentní a bystrý, ne tvrdohlavý. Má tendenci utíkat, zvláště pokud si připadá "ukřivděný", v tom případě vyráží na lov. Člena rodiny by nikdy nekousl.
Děti má rád a vychází s nimi dobře. Je nutné si dát pozor při hrách, protože gordonsetr by mu mohl nedopatřením ublížit.
Má tendenci pronásledovat rychle se pohybující předměty, nevyjímaje cyklisty nebo domácí zvířata. Pokud před ním zvíře neutíká nebo na něj nechce útočit, vychází s ním dobře. S ostatními psy vychází taktéž dobře, je dokonce vhodné chovat jej ve větší smečce.
Není to dobrý hlídač, cizí má rád a moc neštěká. Oproti ostatním setrům je až příliš přátelský.

## Péče
Srst gordonsetra vyžaduje každodenní pročesávání a střihání chuchvalců chlupů. Je nutné ji často mýt šamponem, proto se tento pes nehodí pro alergiky. Lehko se zašpiní a bláto je nutné omýt ihned, protože jinak zaschne, přilepí se a už ho nepůjde umýt.

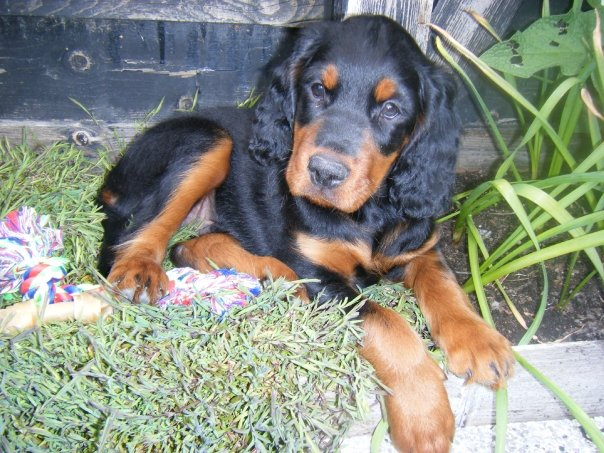
Štěně gordonsetra

Toto psí plemeno má velmi rádo jakýkoliv pohyb a vyžaduje jej. Těžko si v tomto ohledu přivyká na jiný styl života. Nejpříjemnějším pohybem je pro něj lov a stopování zvěře, ale rád aportuje i plave. Je pro něj tedy vhodný veškerý typ pohybu.
Výcvik i výchova jsou u gordonsetra nutností. Protože často utíká je u něj dobré vypěstovat přivolání a povely jako jsou "Fuj!" a "Nesmíš!". Výcvik může vést i někdo, kdo nemá zkušenosti se psy, protože gordonsetr je velmi chápavý a učenlivý.

## Využití
Původním využitím gordonsetra bylo vyhledávání zvěře a aportování ptactva. Dnes je to lovecký pes a společník.

## Zajímavost
Pojmenování setr pochází z angličtiny. Tito psi totiž, jakmile zavětří zvěř, převážně pernatou, přikrčí se a poté si sednou nebo lehnou. Anglicky se jim proto říkalo sitting dog, což znamená sedící pes. Z toho pak později vznikl setr.